# Glenn Medeiros
Glenn Medeiros (* 24. Juni 1970 auf Hawaii) ist ein US-amerikanischer Sänger portugiesischer Herkunft.

## Leben und Karriere
Medeiros nahm 1987 sein erstes, nach ihm selbst benanntes Studioalbum auf. Darauf waren vor allem Balladen im Stile des Soft-Pops zu finden, insbesondere das als Single ausgekoppelte Nothing’s Gonna Change My Love for You. In seiner amerikanischen Heimat erreichte dieses Lied Platz zwölf in der Singlehitparade. Erfolgreicher war Medeiros damit in Europa; die Single war vier Wochen Nummer eins in Großbritannien und erhielt dafür eine Goldene Schallplatte. Außerdem erreichte die Single Platz eins in Frankreich und den Niederlanden sowie Platz zwei in Schweden und Norwegen. Die Nachfolgesingle Lonely Won’t Leave Me Alone schaffte es in Frankreich bis auf Platz 13 der Charts.
1988 landete Glenn Medeiros mit der ersten Auskopplung aus seinem zweiten Album Not Me einen weiteren Hit. Long and Lasting Love platzierte sich sowohl in den britischen als auch in den amerikanischen Charts und landete auf Platz 14 in den Niederlanden. Mit der französischen Sängerin Elsa nahm er das Duett Un roman d’amitié auf, das unter dem Titel Friend You Give Me a Reason auch in englischer Sprache erschien. Das Lied wurde 1988 ein Nummer-eins-Hit in Frankreich.
In der Folge änderte Medeiros seinen musikalischen Stil und orientierte sich mehr am R&B. So spielte er 1990 erneut ein Album namens Glenn Medeiros ein, bei dem Ray Parker Jr. und Bobby Brown mitwirkten. Gemeinsam mit Brown veröffentlichte er die Single She Ain’t Worth It, die es auf Platz eins der US-Charts schaffte und mit einer Goldenen Schallplatte ausgezeichnet wurde. Auch die zweite Single All I’m Missing Is You wurde ein Hit in den USA. Weitere Erfolge blieben allerdings aus.
1992 nahm Medeiros gemeinsam mit Thomas Anders die Single Standing Alone auf, die in den deutschen Charts Platz 72 erreichte. Sein viertes Studioalbum im Jahr 1993, It’s Alright to Love, wurde nur in Europa und Asien veröffentlicht und war ein kommerzieller Flop. Die Single Everybody Needs Somebody to Love konnte sich ebenso wie das Album nicht in den Charts platzieren. Glenn Medeiros’ weitere Comebackversuche blieben erfolglos und er zog sich daraufhin aus dem professionellen Musikgeschäft zurück. Er studierte an der University of Southern California und erwarb einen Doktorgrad in Bildungswissenschaften. Er wurde Lehrer und ist seit 2015 Leiter der Saint Louis School in Honolulu.
1996 heiratete der Sänger und wurde 2000 und 2001 Vater.

## Diskografie

### Alben
| Jahr | Titel Musiklabel               | Höchstplatzierung, Gesamtwochen, AuszeichnungChartplatzierungen (Jahr, Titel, Musiklabel, Platzierungen, Wochen, Auszeichnungen, Anmerkungen) | Höchstplatzierung, Gesamtwochen, AuszeichnungChartplatzierungen (Jahr, Titel, Musiklabel, Platzierungen, Wochen, Auszeichnungen, Anmerkungen) | Höchstplatzierung, Gesamtwochen, AuszeichnungChartplatzierungen (Jahr, Titel, Musiklabel, Platzierungen, Wochen, Auszeichnungen, Anmerkungen) | Höchstplatzierung, Gesamtwochen, AuszeichnungChartplatzierungen (Jahr, Titel, Musiklabel, Platzierungen, Wochen, Auszeichnungen, Anmerkungen) | Anmerkungen                                                                           |
| Jahr | Titel Musiklabel               | UK | US | R&B | FR | Anmerkungen                                                                           |
| ---- | ------------------------------ | --- | --- | --- | --- | ------------------------------------------------------------------------------------- |
| 1987 | Glenn Medeiros Amherst Records | — | US83 (17 Wo.)US | — | — | Erstveröffentlichung: Juni 1987 Produzenten: Leonard Silver, Jay Stone                |
| 1988 | Not Me Mercury Records         | UK63 (2 Wo.)UK | — | — | FR— GoldFR | Erstveröffentlichung: 1987 (US) / September 1988 (EU) Produzent: Leonard Silver       |
| 1990 | Glenn Medeiros MCA Records     | — | US82 (18 Wo.)US | R&B93 (3 Wo.)R&B | — | Erstveröffentlichung: Juni 1990 Produzenten: Leonard Silver, Denny Diante, Ian Prince |

Weitere Alben
- 1990: Nothing’s Gonna Change My Love for You
- 1993: It’s Alright to Love
- 1993: The Glenn Medeiros Christmas Album
- 1995: Sweet Island Music
- 1999: Captured

### Singles
| Jahr | Titel Album                                                  | Höchstplatzierung, Gesamtwochen, AuszeichnungChartplatzierungen (Jahr, Titel, Album, Platzierungen, Wochen, Auszeichnungen, Anmerkungen) | Höchstplatzierung, Gesamtwochen, AuszeichnungChartplatzierungen (Jahr, Titel, Album, Platzierungen, Wochen, Auszeichnungen, Anmerkungen) | Höchstplatzierung, Gesamtwochen, AuszeichnungChartplatzierungen (Jahr, Titel, Album, Platzierungen, Wochen, Auszeichnungen, Anmerkungen) | Höchstplatzierung, Gesamtwochen, AuszeichnungChartplatzierungen (Jahr, Titel, Album, Platzierungen, Wochen, Auszeichnungen, Anmerkungen) | Höchstplatzierung, Gesamtwochen, AuszeichnungChartplatzierungen (Jahr, Titel, Album, Platzierungen, Wochen, Auszeichnungen, Anmerkungen) | Höchstplatzierung, Gesamtwochen, AuszeichnungChartplatzierungen (Jahr, Titel, Album, Platzierungen, Wochen, Auszeichnungen, Anmerkungen) | Höchstplatzierung, Gesamtwochen, AuszeichnungChartplatzierungen (Jahr, Titel, Album, Platzierungen, Wochen, Auszeichnungen, Anmerkungen) | Anmerkungen |
| Jahr | Titel Album                                                  | DE | AT | CH | UK | US | R&B | FR | Anmerkungen |
| ---- | ------------------------------------------------------------ | --- | --- | --- | --- | --- | --- | --- | --- |
| 1987 | Nothing’s Gonna Change My Love for You Glenn Medeiros (1987) | DE20 (16 Wo.)DE | AT12 (10 Wo.)AT | CH8 (10 Wo.)CH | UK1 Gold · (14 Wo.)UK | US12 (25 Wo.)US | — | FR1 Gold · (22 Wo.)FR | Erstveröffentlichung: Februar 1987 Autoren: Gerry Goffin, Michael Masser Original: George Benson, 1984                    |
| 1987 | Watching over You Glenn Medeiros (1987)                      | — | — | — | — | US80 (8 Wo.)US | — | — | Erstveröffentlichung: Juni 1987 Autor: Paul Gordon                                                                        |
| 1987 | Lonely Won’t Leave Me Alone Glenn Medeiros (1987)            | — | — | — | — | US67 (11 Wo.)US | — | FR13 (8 Wo.)FR | Erstveröffentlichung: Dezember 1987 Autoren: Denzil Foster, J. Jackson, Tom Keane, Kathleen Wakefield                     |
| 1988 | Long and Lasting Love (Once in a Lifetime) Not Me            | DE54 (6 Wo.)DE | — | — | UK42 (4 Wo.)UK | US68 (10 Wo.)US | — | — | Erstveröffentlichung: Juli 1988 Autoren: Gerry Goffin, Michael Masser Original: Billy Preston & Syreeta, 1981             |
| 1988 | Un roman d’amitié (Friend You Give Me a Reason) Not Me       | — | — | — | — | — | — | FR1 (25 Wo.)FR | Erstveröffentlichung: Juli 1988 mit Elsa Lunghini; franz. Text: Didier Barbelivien Autoren: Diane Warren, Robbie Buchanan |
| 1988 | Never Get Enough of You Not Me                               | — | — | — | — | — | — | FR38 (9 Wo.)FR | Erstveröffentlichung: Dezember 1988 Autoren: Andre Pessis, Kevin Wells                                                    |
| 1990 | She Ain’t Worth It Glenn Medeiros (1990)                     | DE15 (14 Wo.)DE | — | — | UK12 (9 Wo.)UK | US1 Gold · (18 Wo.)US | R&B43 (11 Wo.)R&B | — | Erstveröffentlichung: 5. Mai 1990 feat. Bobby Brown Autoren: Antonina Armato, Bobby Brown, Ian Prince                     |
| 1990 | All I’m Missing Is You Glenn Medeiros (1990)                 | DE70 (4 Wo.)DE | — | — | — | US32 (13 Wo.)US | — | — | Erstveröffentlichung: Juli 1990 feat. Ray Parker Jr. Autoren: Antonina Armato, Ray Parker Jr.                             |
| 1990 | Me – U = Blue Glenn Medeiros (1990)                          | — | — | — | — | US78 (4 Wo.)US | — | — | Erstveröffentlichung: Oktober 1990 feat. The Stylistics Autoren: Andy Goldmark, Bruce Roberts, Franne Golde               |
| 1992 | Standing Alone Down on Sunset                                | DE72 (4 Wo.)DE | — | — | — | — | — | — | Erstveröffentlichung: Oktober 1992 mit Thomas Anders Autoren: Lee York, Rick Layne, Mike Shepstone                        |

Weitere Singles
- 1987: What’s It Gonna Take
- 1988: Love Always Finds a Reason (mit Ria)
- 1989: Under Any Moon (mit The Jets)
- 1989: High Wire
- 1992: I Try
- 1993: Everybody Needs Somebody to Love
- 1999: If I Never Love Again

## Auszeichnungen für Musikverkäufe
| Goldene Schallplatte - Australien - 1990: für die Single She Ain’t Worth It - Niederlande - 1988: für die Single Nothing’s Gonna Change My Love for You - Spanien - 1988: für das Album Not Me |

Anmerkung: Auszeichnungen in Ländern aus den Charttabellen bzw. Chartboxen sind in ebendiesen zu finden.
| Land/RegionAuszeichnungen für Musikverkäufe (Land/Region, Auszeichnungen, Verkäufe, Quellen) | Gold     | Platin | Verkäufe | Quellen       |
| -------------------------------------------------------------------------------------------- | -------- | ------ | -------- | ------------- |
| Australien (ARIA)                                                                            | Gold1    | —      | 35.000   | aria.com.au   |
| Frankreich (SNEP)                                                                            | 2× Gold2 | —      | 600.000  | infodisc.fr   |
| Niederlande (NVPI)                                                                           | Gold1    | —      | 75.000   | nvpi.nl       |
| Spanien (Promusicae)                                                                         | Gold1    | —      | 50.000   | mediafire.com |
| Vereinigte Staaten (RIAA)                                                                    | Gold1    | —      | 500.000  | riaa.com      |
| Vereinigtes Königreich (BPI)                                                                 | Gold1    | —      | 500.000  | bpi.co.uk     |
| Insgesamt                                                                                    | 7× Gold7 | —      |          |               |